# Pietro di Oldenburg (1812-1881)
Pietro di Holstein-Oldenburg, (Пётр Гео́ргиевич Ольденбу́ргски; Jaroslavl', 26 agosto 1812 – San Pietroburgo, 14 maggio 1881) è stato II duca d' Oldenburg.

## Famiglia d'origine
Suo padre era il duca Giorgio di Holstein-Oldenburg, che era solo il secondogenito del duca Pietro I e della duchessa Federica Elisabetta di Württemberg, non aveva prospettive di ereditare il ducato o di avere una propria fortuna. Nel 1809 sposò la granduchessa Ekaterina Pavlovna Romanova  figlia dello zar Paolo I e della zarina Marija Fëdorovna nata Sofia Dorotea di Württemberg e andò a vivere in Russia. Grazie a questo matrimonio, Giorgio venne nominato governatore sul Volga, ma morì sei mesi dopo la sua nascita.
Sua madre era la sorella preferita dello zar Alessandro I, che decise di prendere i suoi due nipoti, Pietro e suo fratello maggiore Alessandro, sotto la sua protezione. I due fratelli vissero in Russia fino a quando la loro madre sposò il re Guglielmo I nel 1816. Si trasferirono nel Württemberg e vennero educati a Stoccarda. Alla morte della madre, meno di tre anni dopo, Pietro e suo fratello sono stati inviati dal loro nonno a Oldenburg. Essendo in linea diretta alla successione al trono di Oldenburg, entrambi i ragazzi ricevettero la stessa ampia formazione che il nonno aveva dato i propri figli e vennero regolarmente inviati a gite istruttive intorno Germania per ampliare la loro formazione.
Nel maggio 1829 il nonno morì e dopo la morte del fratello Alessandro, nel novembre dello stesso anno, lo zio di Pietro, lo zar Nicola I, lo nominò colonnello delle guardie. Successivamente venne nominato tenente generale. Dopo quattro anni di servizio si ritirò, e prese parte attiva nel governo di San Pietroburgo. Nel 1834 fu nominato senatore, e fu da quel momento che era conosciuto come un grande filantropo, e dedicò le sue energie principalmente all'istruzione. Ha fondato la Scuola Imperiale di Giurisprudenza e, nel 1844, è stato nominato capo di un'organizzazione per promuovere l'istruzione delle donne.

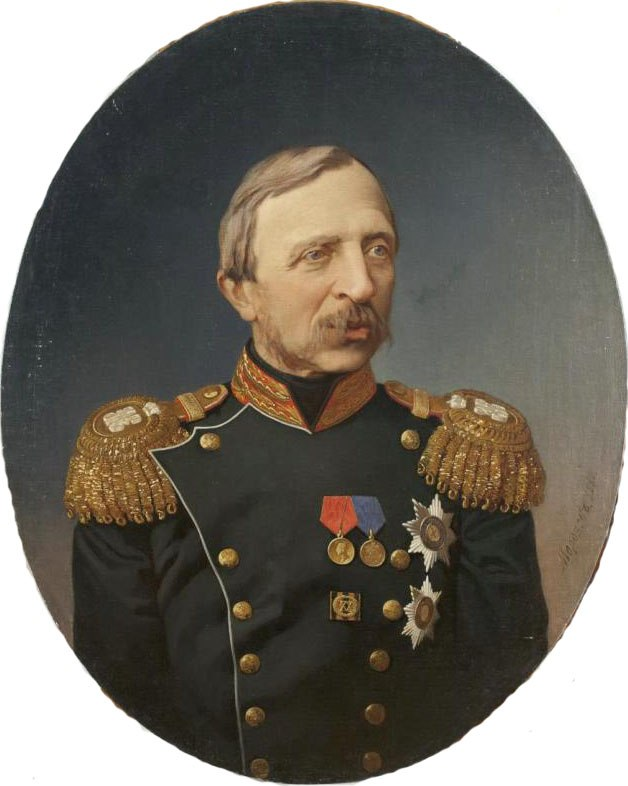
Pietro d'Oldenburg

Pietro era anche uno studioso, che parlava otto lingue. In qualità di Presidente Onorario della zarina Maria Trust, ha svolto un ruolo di primo piano nella supervisione dello sviluppo di ospedali in Russia, di cui uno a San Pietroburgo che venne chiamato principe Prince Peter of Oldenburg Children Hospital. Ha anche fatto sostanziali donazioni ai programmi di edilizia scolastica a Oldenburg (Oldenburg), suo paese di origine.

## Matrimonio
Sposò, il 23 aprile 1837, nella città di Biebrich, la principessa Teresa di Nassau-Weilburg (1815-1871), figlia del duca Guglielmo di Nassau e della principessa Luisa di Sassonia-Hildburghausen. Fu un matrimonio felice.
Dal loro matrimonio nacquero otto figli:
- Alessandra (2 giugno 1838-25 aprile 1900), sposò il granduca Nikolaj Nikolaevič Romanov;
- Nicola (9 maggio 1840-20 gennaio 1886);
- Cecilia (27 febbraio 1842-6 settembre 1843);
- Alessandro (2 giugno 1844-6 settembre 1932), sposò la duchessa Eugenia di Leuchtenberg;
- Caterina (21 gennaio 1846-23 giugno 1866);
- Giorgio (17 aprile 1848-17 marzo 1871);
- Costantino (9 maggio 1850-18 marzo 1906);
- Teresa (30 marzo 1852-19 aprile 1883), sposò Giorgio di Leuchtenberg.

## Compositore
Pietro era un pianista e compositore di talento e nel 1842 compose la sua prima grande opera per concerto per pianoforte. Nel 1844 il suo secondo concerto per pianoforte è stata eseguita per la prima volta al Palazzo Mikhailovsky dal grande pianista Clara Schumann, e condotto dal suo amico di lunga data e collega Adolf Henselt.
Nel 1857 è stato incaricato di comporre la colonna sonora del balletto di Marius Petipa, "La Rose, la Violette et le Papillon", che venne rappresentato per la corte reale al Teatro Imperiale di Carskoe Selo. Nel 1858 Petipa aggiunse al balletto "Le Corsaire", rinominando il pezzo in "Pas d'Esclave". È l'unica composizione del duca Pietro ancora oggi sentita a teatro.
Molte delle composizioni di duca Pietro sono state utilizzate come strumenti didattici da parte del Conservatorio di San Pietroburgo.

## Morte
Pietro trascorse i successivi 50 anni al servizio della Russia. Era vicino allo zar Alessandro II e prese il suo assassinio molto male morendo due mesi dopo, il 14 maggio 1881 a San Pietroburgo.

## Ascendenza
|                                    |            |                                                      | Genitori                                  |  |  | Nonni |  |  | Bisnonni                             |  |  | Trisnonni                             |  |
|                                    |            |                                                      |                                           |  |  |       |  |  | Giorgio Ludovico di Holstein-Gottorp |  |  | Cristiano Augusto di Holstein-Gottorp |  |
|                                    |            |                                                      |                                           |  |  |       |  |  | Giorgio Ludovico di Holstein-Gottorp |  |  | Cristiano Augusto di Holstein-Gottorp |  |
|                                    |            | Albertina Federica di Baden-Durlach                  |                                           |  |  |       |  |  | Giorgio Ludovico di Holstein-Gottorp |  |  |                                       |  |
| Pietro I                           |            |                                                      |                                           |  |  |       |  |  | Giorgio Ludovico di Holstein-Gottorp |  |  |                                       |  |
|                                    |            | Sofia Carlotta di Schleswig-Holstein-Sonderburg-Beck | Federico Guglielmo II                     |  |  |       |  |  |                                      |  |  |                                       |  |
|                                    |            | Sofia Carlotta di Schleswig-Holstein-Sonderburg-Beck | Federico Guglielmo II                     |  |  |       |  |  |                                      |  |  |                                       |  |
|                                    |            | Sofia Carlotta di Schleswig-Holstein-Sonderburg-Beck | Ursula Anna di Dona-Schlobitten           |  |  |       |  |  |                                      |  |  |                                       |  |
| Giorgio di Holstein-Oldenburg      |            | Sofia Carlotta di Schleswig-Holstein-Sonderburg-Beck |                                           |  |  |       |  |  |                                      |  |  |                                       |  |
|                                    |            | Federico II Eugenio                                  | Carlo I                                   |  |  |       |  |  |                                      |  |  |                                       |  |
|                                    |            | Federico II Eugenio                                  | Carlo I                                   |  |  |       |  |  |                                      |  |  |                                       |  |
|                                    |            | Federico II Eugenio                                  | Maria Augusta di Thurn und Taxis          |  |  |       |  |  |                                      |  |  |                                       |  |
| Federica Elisabetta di Württemberg |            | Federico II Eugenio                                  |                                           |  |  |       |  |  |                                      |  |  |                                       |  |
|                                    |            | Federica Dorotea di Brandeburgo-Schwedt              | Federico Guglielmo di Brandeburgo-Schwedt |  |  |       |  |  |                                      |  |  |                                       |  |
|                                    |            | Federica Dorotea di Brandeburgo-Schwedt              | Federico Guglielmo di Brandeburgo-Schwedt |  |  |       |  |  |                                      |  |  |                                       |  |
|                                    |            | Federica Dorotea di Brandeburgo-Schwedt              | Sofia Dorotea di Prussia                  |  |  |       |  |  |                                      |  |  |                                       |  |
| Pietro di Holstein-Oldenburg       |            | Federica Dorotea di Brandeburgo-Schwedt              |                                           |  |  |       |  |  |                                      |  |  |                                       |  |
|                                    | Pietro III | Carlo Federico di Holstein-Gottorp                   |                                           |  |  |       |  |  |                                      |  |  |                                       |  |
|                                    | Pietro III | Carlo Federico di Holstein-Gottorp                   |                                           |  |  |       |  |  |                                      |  |  |                                       |  |
|                                    | Pietro III | Anna Petrovna Romanova                               |                                           |  |  |       |  |  |                                      |  |  |                                       |  |
| Paolo I                            | Pietro III |                                                      |                                           |  |  |       |  |  |                                      |  |  |                                       |  |
|                                    |            | Caterina II                                          | Cristiano Augusto di Anhalt-Zerbst        |  |  |       |  |  |                                      |  |  |                                       |  |
|                                    |            | Caterina II                                          | Cristiano Augusto di Anhalt-Zerbst        |  |  |       |  |  |                                      |  |  |                                       |  |
|                                    |            | Caterina II                                          | Giovanna di Holstein-Gottorp              |  |  |       |  |  |                                      |  |  |                                       |  |
| Ekaterina Pavlovna Romanova        |            | Caterina II                                          |                                           |  |  |       |  |  |                                      |  |  |                                       |  |
|                                    |            | Federico II Eugenio                                  | Carlo I                                   |  |  |       |  |  |                                      |  |  |                                       |  |
|                                    |            | Federico II Eugenio                                  | Carlo I                                   |  |  |       |  |  |                                      |  |  |                                       |  |
|                                    |            | Federico II Eugenio                                  | Maria Augusta di Thurn und Taxis          |  |  |       |  |  |                                      |  |  |                                       |  |
| Sofia Dorotea di Württemberg       |            | Federico II Eugenio                                  |                                           |  |  |       |  |  |                                      |  |  |                                       |  |
|                                    |            | Federica Dorotea di Brandeburgo-Schwedt              | Federico Guglielmo di Brandeburgo-Schwedt |  |  |       |  |  |                                      |  |  |                                       |  |
|                                    |            | Federica Dorotea di Brandeburgo-Schwedt              | Federico Guglielmo di Brandeburgo-Schwedt |  |  |       |  |  |                                      |  |  |                                       |  |
|                                    |            | Federica Dorotea di Brandeburgo-Schwedt              | Sofia Dorotea di Prussia                  |  |  |       |  |  |                                      |  |  |                                       |  |
|                                    |            | Federica Dorotea di Brandeburgo-Schwedt              |                                           |  |  |       |  |  |                                      |  |  |                                       |  |